# La Haye-Pesnel
La Haye-Pesnel – miejscowość i gmina we Francji, w regionie Normandia, w departamencie Manche.
Według danych na rok 1990 gminę zamieszkiwały 1284 osoby, a gęstość zaludnienia wynosiła 204 osoby/km² (wśród 1815 gmin Dolnej Normandii La Haye-Pesnel plasuje się na 176. miejscu pod względem liczby ludności, natomiast pod względem powierzchni na miejscu 779.).